# Katerinistadion
Het Katerinistadion (Grieks: Δημοτικό Στάδιο Κατερίνης, Dimotikó Stádio Katerínis of Α΄ Δημοτικό Αθλητικό Κέντρο Κατερίνης, A΄ Dimotikó Athlitikó Kéntro Katerínis) is een multifunctioneel stadion in Katerini, een stad in Griekenland.
In het stadion is plaats voor 4.956 toeschouwers. Het stadion werd geopend in 1964.
Het stadion wordt vooral gebruikt voor voetbalwedstrijden, de voetbalclub S.F.K. Pierikos maakt gebruik van dit stadion. Het werd ook gebruikt voor het Europees kampioenschap voetbal mannen onder 19 van 2015. Dat toernooi werd in Griekenland gespeeld en in dit stadion waren vier groepswedstrijden, een halve finale en de finale tussen Rusland en Spanje.